# ウェクシルム

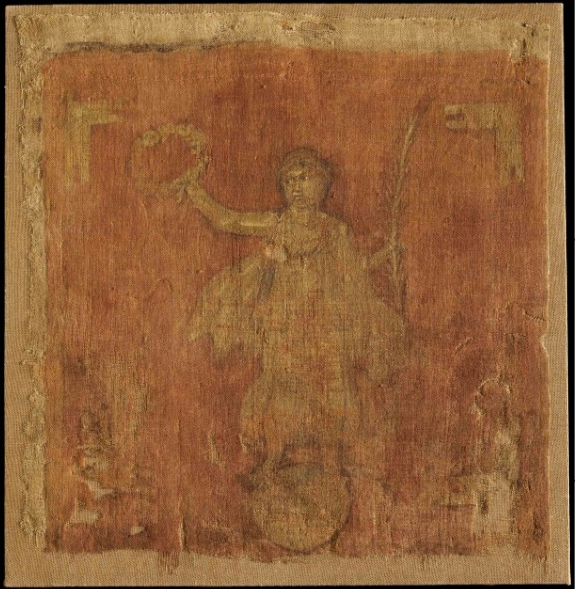
唯一現存するローマ帝国のウェクシルム（3世紀、プーキシン美術館蔵）

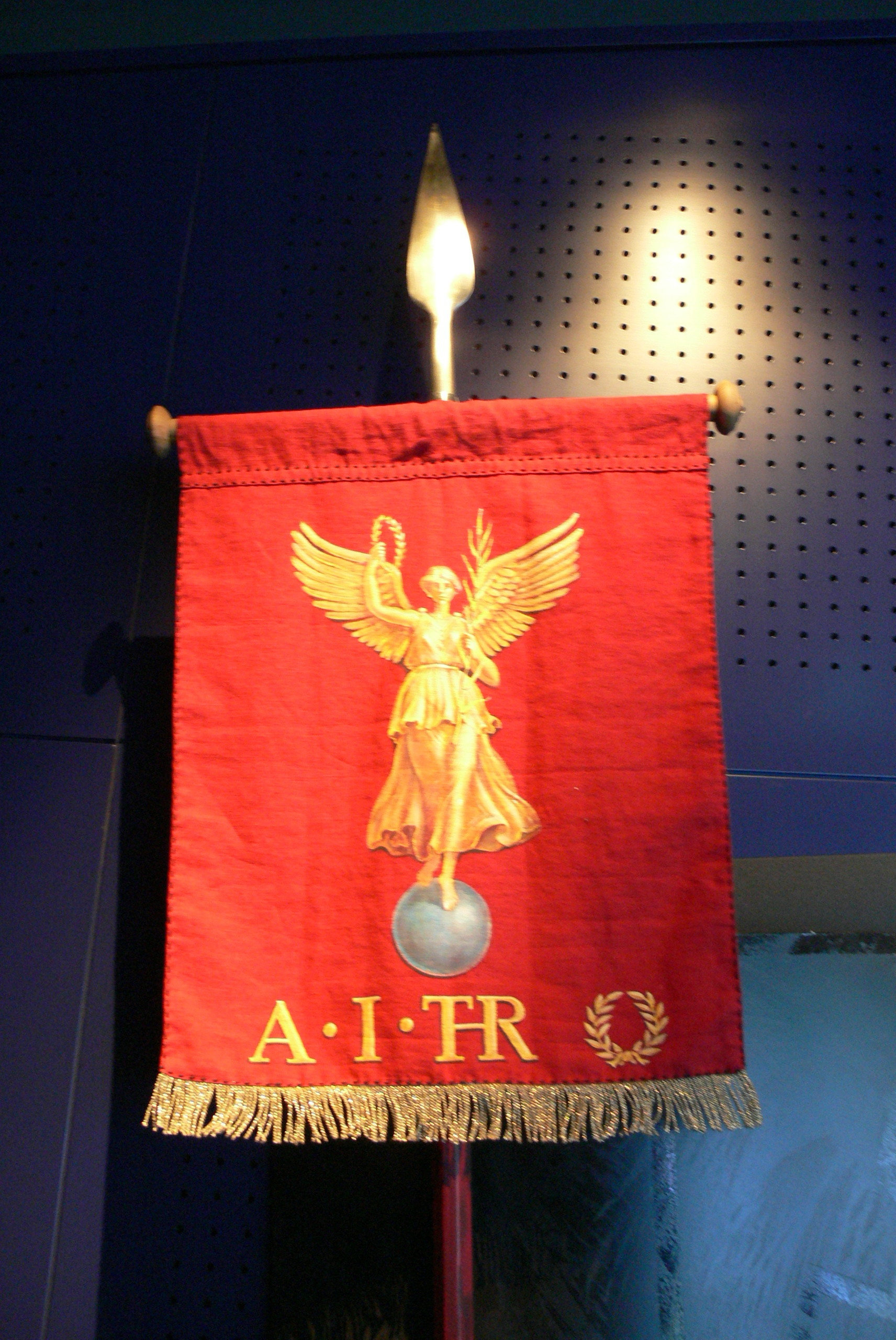
再現されたローマ騎兵隊のウェクシルム

ウェクシルム (ラテン語: vexillum; pl. vexilla ウェクシラ) は、古代ローマ軍の軍旗。厳密には現在の旗に含まず、ヴェクシロイドに分類されることもある。

## ローマ帝国
ラテン語のウェルム(velum)は「帆」を意味する。コインや彫刻などの発掘品による考古学調査でも裏付けられている通り、ウェクシラ(vexilla)は本来「小さな帆」という意味で、旗のようなもの一般を指すものだった。また近代以降の垂直な柱に直接吊り下げる形とは異なり、ウェクシルムは支柱などから吊り下げられた水平の棒から垂れ下がる形であった。ウェクシルムを掲げる旗手はウェクシラリウスと呼ばれた。 
ウェクシルムは、それを所有する部隊の象徴であり宝であったため、ローマ兵は戦闘時には前線にウェクシルムを推し立てつつも、常にこれを奪われぬよう守った。ただし同じ軍団旗の要素であるアクィリア（鷹の像）と比べると、重要度はやや落ちた。軍団が必ず擁するアクィリアに対し、ウェクシルムはウェクシッラティオのようなより小規模な部隊の象徴であった可能性があるが、現存する史料では全容を明らかに出来ていない。
現存する唯一のウェクシルムは3世紀のもので、モスクワのプーシキン美術館に所蔵されている。これは女神ウィクトーリアが描かれた粗いリネンの布で、形は47×50センチメートルのほぼ正方形であり、下端には房飾りが残っている。このウェクシルムをどの部隊が使ったのかは明らかになっていない。発見されたのは1911年直前ごろのエジプトであるが、その正確な経緯も不明である。

## その後の用例

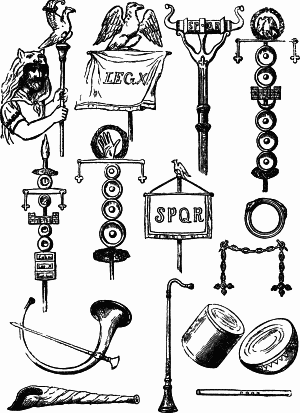
ローマ軍の旗や標識、軍楽器など

ウェクシルム（単数）やウェクシラ（複数）という言葉は、広義には聖遺物やイコンなどに対しても使われた。街を守るパラディウムと対になるように、攻撃時に掲げるものをウェクシルムと呼んだようである。 
旗章学の英名Vexillologyはウェクシルムを由来としている。またウェクシルムのように、現代の一般的な旗の形式を取らない標はヴェクシロイドと総称される。
現代のイタリアのほとんどの州では、今でもウェクシルムが使われている。またローマ皇帝コンスタンティヌス1世がウェクシルムの槍の穂先をキー・ロー（☧）に代えたラバルム (ギリシア語: λάβαρον) を使用するようになってから、ヨーロッパのキリスト教国の紋章旗などもこれにならってウェクシルムの形態で掲げられることがあった。中世ヨーロッパでは、水平棒から旗を垂らすウェクシルムによく似たゴンファロンが用いられた。20世紀前半にアイルランドで成立したカトリック団体マリア軍団は、ローマ軍団風の名を取ったのもありウェクシルムをシンボルとしている。

### 分類学
- 蝶型花: 上弁をウェクシルムと呼ぶことがある。
- ウェクシルム属: 腹足綱新生腹足上目の、カタツムリに近い巻貝の分類の一つ。